# ريموند كارفر
ريموند كليفي كارفر الابن (بالإنجليزية: Raymond Carver) (25 مايو 1938 - 2 أغسطس 1988) كاتب قصص قصيرة وشاعر أمريكي. ساهم كارفر في تنشيط القصة القصيرة الأمريكية خلال الثمانينيات، ويعتبر أحد أهم كتاب القصة القصيرة في القرن العشرين. تأثر بكل من الكاتب الأمريكي ارنست همنجواي، والكاتب الروسي تشيخوف حد أنه لقب بـ (تشيخوف الأمريكي). تحولت بعض أعمال ريموند الأدبية إلى أعمال سينمائية، وترجم نتاجه إلى أكثر من 20 لغة حول العالم.

## النشأة
ولد كارفر في كلاتسكن، ولاية أوريغون، مدينة صناعية على نهر كولومبيا، وترعرع في ياكيما، واشنطن، هو ابن إيلا بياتريس وكليفي ريموند كارفر. والده ناشر من أركنساس، كان صيادًا ومعاقرًا شديدًا للكحول. عملت أم كارفر على نحو متقطع كنادلة وموظفة تجزئه. ولد شقيقه، جيمس فرانكلين كارفر في عام 1943.

## مهنة الكتابة
أصبح كارفر مهتماً بالكتابة في باراديس، كاليفورنيا، حيث انتقل مع عائلته ليكون قريباً من حماته. بينما كان يحضر كلية شيكو ستيت، إلتحق بدورة كتابة إبداعية يدرسها الروائي جون جاردنر، وهو خريج دكتوراه حديث في ورشة عمل كتاب أيوا ‏، أصبح مرشداً لكارفر وكان له تأثير كبير على حياته ومهنته. ظهرت قصة كارفر الأولى، «الفصول الغاضبة» في عام 1961. أكثر بريقاً وازدهارًا من أعماله اللاحقة، القصة تحمل بشكل قوي تأثير ويليام فوكنر. صدر له 8 مجموعات شعرية، و5 مجموعات قصصية.

## مؤلفاته

### المجموعات القصصية
-«ضع نفسك مكاني» 1974.
-«هلّا هدأت من فضلك» 1976.
-«عم نتحدث حين نتحدث عن الحب» 1981. (ترجم للعربية) 2018
-«الكاتدرائية» 1983. (ترجم للعربية) 2019
-«من أين أتصل» 1987.
- أخطاء شائعة. 1977 (ترجم للعربية) 2020.

### المجموعات الشعرية
-«حيث يتحد الماء مع الماء» 1985.
-«سرعة الماضي الصاعقة» 1986.
-«حتى الشلال» 1989.

## وفاته
توفي ريموند كارفر في 2 أغسطس 1988 جراء إصابته بسرطان الرئة.

## وصلات خارجية
- ريموند كارفر على موقع أرشيف الشارخ.
- ريموند كارفر على موقع IMDb (الإنجليزية)
- ريموند كارفر على موقع الموسوعة البريطانية (الإنجليزية)
- ريموند كارفر على موقع مونزينجر (الألمانية)
- ريموند كارفر على موقع ألو سيني (الفرنسية)
- ريموند كارفر على موقع ميوزك برينز (الإنجليزية)
- ريموند كارفر على موقع أول موفي (الإنجليزية)
- ريموند كارفر على موقع قاعدة بيانات الأفلام السويدية (السويدية)
- ريموند كارفر على موقع إن إن دي بي (الإنجليزية)
- ريموند كارفر على موقع ديسكوغز (الإنجليزية)
- ريموند كارفر على موقع قاعدة بيانات الفيلم (الإنجليزية)
- The Raymond Carver Papers نسخة محفوظة 15 أغسطس 2020 على موقع واي باك مشين. The Ohio State University Libraries Rare Books and Manuscripts Collection
- قالب:Oregon Encyclopedia
- Gura, David (7 يناير 2008). "Rights Battle Brews over Un-Edited Carver Stories". All Things Considered. مؤرشف من الأصل في 2019-04-24.
- Hansen، Ron (13 ديسمبر 2009). "Ron Hansen reviews the biography and short stories of Raymond Carver". The Washington Post. مؤرشف من الأصل في 2017-02-08. A review of Raymond Carver A Writer's Life by Carol Sklenicka and of Raymond Carver Collected Stories edited by William L. Stull and Maureen P. Carroll
- Haslam, Dave (1985). "An indepth interview". مؤرشف من الأصل في 2020-03-28. Carver talks about his father, his early writing, his characters, and the "dark humour" in some of his stories.
- Hird, Laura. "Review of the posthumously published Tell it All". مؤرشف من الأصل في 2013-02-01. Provides numerous links to Carver sites on the web and links to his work
- Ho, Oliver (4 أغسطس 2009). "Manga and Minimalism: The Shared Visions of Yoshihiro Tatsumi and Raymond Carver". Pop Matters. مؤرشف من الأصل في 2013-05-24.
- International Raymond Carver Society. "Home page". IRCS website. مؤرشف من الأصل في 2019-06-27.
- International Raymond Carver Society. "Welcome: The Raymond Carver Review". Kent State University. مؤرشف من الأصل في 2016-03-03.
- King، Stephen (22 نوفمبر 2009). "Raymond Carver's Life and Stories". The New York Times. مؤرشف من الأصل في 2019-04-24. A review of Raymond Carver: A Writer's Life by Carol Sklenicka and Raymond Carver Collected Stories edited by William L. Stull and Maureen P. Carroll
- Koehne، David (1978). "Echoes of Our Own Lives: An interview with Raymond Carver". مؤرشف من الأصل في 2016-06-08.